# Helauchha
Helauchha (nep. हेलौछा) – gaun wikas samiti we wschodniej części Nepalu w strefie Kośi w dystrykcie Bhojpur. Według nepalskiego spisu powszechnego z 2001 roku liczył on 749 gospodarstw domowych i 4220 mieszkańców (2164 kobiet i 2056 mężczyzn).